# ラスト・デイズ・オン・マーズ
『ラスト・デイズ・オン・マーズ』（The Last Days on Mars）は、2013年のイギリス・アイルランド合作の近未来SFホラーサスペンス映画。
シドニー・J・バウンズの短編小説『The Animators』を原作とした作品で、監督はルアイリ・ロビンソン、出演はリーヴ・シュレイバー、イライアス・コティーズ、ロモーラ・ガライなど。2036年の火星を舞台に、未知の生命体を調べていた探査隊が見舞われる恐怖を描く。
2013年5月に開催された第66回カンヌ国際映画祭の監督週間で上映された。

## キャスト
括弧内は日本語吹替。
- ヴィンセント・キャンベル: リーヴ・シュレイバー（神奈延年）
- チャールズ・ブルネル: イライアス・コティーズ（辻親八）
- レベッカ・レーン: ロモーラ・ガライ（鷄冠井美智子）
- マルコ・ペトロヴィッチ: ゴラン・コスティッチ（金本涼輔）
- ロバート・アーウィン: ジョニー・ハリス（野沢聡）
- リチャード・ハリントン: トム・カレン（英語版）（増元拓也）
- ローレン・ダルビー: ユスラ・ワーサマ（吉田麻実）
- キム・オルドリッチ: オリヴィア・ウィリアムズ（斎賀みつき）

## 作品の評価
Rotten Tomatoesによれば、批評家の一致した見解は「示唆に富むSFというほど知的ではなく、B級映画のスリルを提供するほど低俗でもない『ラスト・デイズ・オン・マーズ』は、題名の惑星と同様に映画的に不毛であることがわかる。」であり、61件の評論のうち高く評価しているのは18%にあたる11件のみで、平均して10点満点中4.73点を得ている。
Metacriticによれば、21件の評論のうち、高評価は2件、賛否混在は16件、低評価は3件で、平均して100点満点中46点を得ている。